# 爱在哈佛
《爱在哈佛》（韓語：러브스토리 인 하버드）是韩国SBS自2004年11月22日起播出的月火迷你連續劇。该片投资50亿韩元，是一部以美国为背景，全景立体化的描写韩国留学生的浪漫爱情剧。

## 剧情概要
故事是一部描写韩国留学生们在哈佛大学的爱情与人生的明朗，上进，夢想与浪漫的作品。主要围绕金贤宇（金來沅饰）和李書仁（金泰希饰）的爱情故事展开。金贤宇是一名哈佛大学法学院新生，在一次住汽车旅馆时偶遇李書仁，并误以为其是妓女。后来得知書仁为哈佛医学院学生，两人经过一段时间的接触后，感情迅速升温。但是由于書仁要参加OEP项目，两人不得不分开。
3年后，贤宇回到韩国顺利当上了律师，書仁回到韩国参与非營利组织漢米敦財團（Hamilton）的调查十班里居民的健康项目。两人见面后克服了重重困难，最终贤宇打贏了由DA化學造成新达居民健康损害的案件，同时揭露了漢米敦財團（Hamilton）与DA化學的关系。而書仁也战胜了T細胞淋巴癌，两人结婚后幸福地生活在一起。

## 演員陣容

### 主要人物
| 演員   | 角色   | 介紹                                                   |
| 金來沅 | 金贤宇 | 哈佛法学系1年级的学生                                  |
| 金泰希 | 李書仁 | 哈佛医学系3年级的学生                                  |
| 李廷镇 | 洪政民 | 金贤宇的同班同学，美国式的理性主义者，原理原则主义者。 |
| 金玟   | 柳珍雅 | 詹姆士柳法律事务所经营者                               |

### 其他人物
| 演員   | 角色   | 介紹                  |
| 姜南吉 | 吴英载 | 哈佛法学院教授        |
| 郑松姬 | 韩智慧 | 哈佛生物系2年级的学生 |
| 徐智熙 | 千多雲 |                       |
| 朱鉉   |        | 書仁的父親            |
| 李正吉 |        | 賢宇的父親            |
| 金昌完 |        |                       |
| 趙炯基 |        |                       |

## 其他搭配歌曲
- 台灣緯來戲劇台版本
  - 片頭曲：張善為《太愛你了》
  - 插曲 : 李圣杰《远走高飞》
  - 片尾曲：張棟梁《寂寞邊界》
- 重播
  - 片尾曲：劉虹翎《晚安夢中見》